# زنان در مجارستان
نقش زنان در مجارستان در طول ۲۰۰ سال گذشته به‌طور قابل توجهی تغییر کرده‌است. از لحاظ تاریخی، در قلمرو امروزی کشور مجارستان، گفتمان‌هایی دربارهٔ نقش‌ها، حقوق و دسترسی سیاسی زنان، همراه با جنبش‌های فمینیستی، در چارچوب نقش‌های جنسیتی بسیار سنتی که تحت تأثیر کاتولیک رومی، لوترییسم و کالوینیسم قرار داشتند، توسعه یافته‌اند. اخیراً، دکترین کمونیستی در مورد جایگاه زنان در جامعه نیز تأثیرگذار بود. دوران پساکمونیستی در مجارستان تعداد زیادی سازمان برای رفع نیازهای زنان این کشور و بسیج رای‌دهندگان زن ایجاد کرده‌است و چندین دانشگاه اکنون برنامه‌های مطالعات جنسیتی دارند. در سده بیست و یکم، ورود به اتحادیه اروپا منجر به تمایل به فرهنگ غربی شده‌است.

## پیش از جنگ جهانی اول

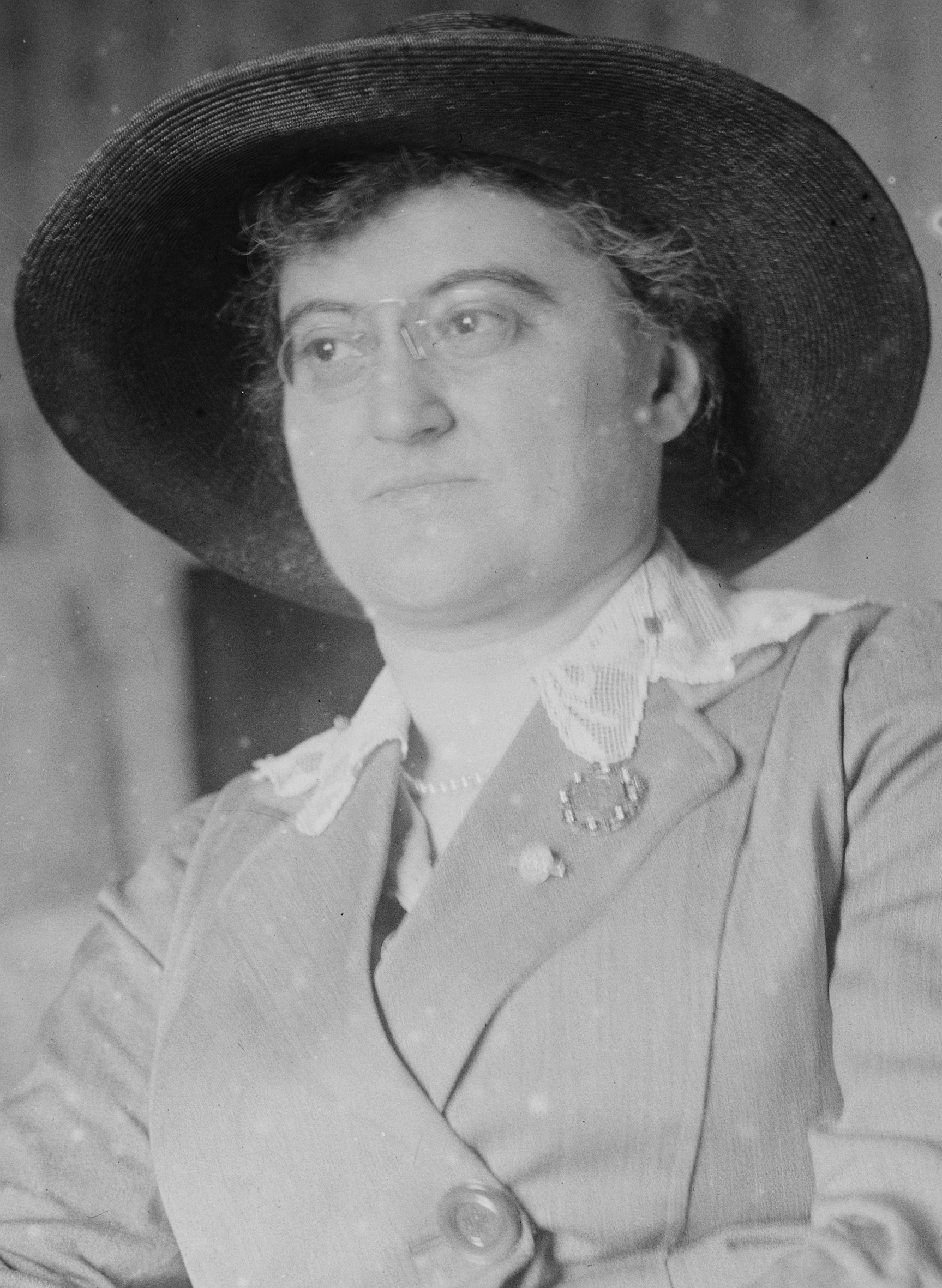
روزیکا شویمر، روزنامه‌نگار، نویسنده، سیاستمدار و مدافع حقوق زنان

در سال ۱۷۹۰، مردی به نام پیتر بارانی از گردهمایی ملی نجیب‌زادگان مجارستان درخواست کرد تا به نجیب‌زادگان زن حق نظارت بر روند گردهمایی اعطا شود. او استدلال کرد که این زنان برای تربیت پسران فعال سیاسی و میهن‌پرست آمادگی بهتری دارند، اما مجمع درخواست او را نپذیرفت. اولین سازمان زنانی که در مجارستان تشکیل شد، انجمن خیریه زنان پستر بود که در سال ۱۸۱۷ تأسیس شد. در پایان قرن نوزدهم صدها سازمان مشابه در سراسر پادشاهی وجود داشت، اگرچه در بیشتر موارد، آنها دخالت کمی در سیاست داشتند. هنگامی که زنان در اواسط قرن نوزدهم به آموزش متوسطه دسترسی پیدا کردند، حضور گسترده گروه‌های فعال زنان به دانش‌آموزان کمک کرد تا برنامه درسی آکادمیک‌تری داشته باشند، نه برنامه‌ای که بر همسر و مادر بودن متمرکز باشد. در سال ۱۸۹۵، زنان برای اولین بار مجاز به تحصیل در رشته‌های فلسفه، پزشکی و داروسازی در سطح دانشگاه شدند.
علاوه بر حمایت از گروه‌های زنان، این پیشرفت‌ها تا حدی ناشی از تلاش مجارستان برای ارتقای جایگاه خود به عنوان یک قدرت در امپراتوری اتریش-مجارستان و معرفی خود به عنوان منطقه‌ای به‌طور فزاینده مدرن‌شده بود.
در سال ۱۹۰۴، روزیکا بدی شویمر (روزیکا شویمر)، صلح‌طلب و مدافع حقوق زنان، انجمن فمینیست‌ها را تأسیس کرد. این گروه برای حق رای زنان تلاش کرد و در سه نوبت به رای‌گیری پارلمان کمک کرد، اگرچه هر تلاش ناموفق بود. اتحادیه مردان برای حق رأی زنان در سال ۱۹۱۰ تأسیس شد و در سال ۱۹۱۳ هفتمین کنگره اتحادیه بین‌المللی حق رأی زنان در بوداپست تشکیل شد. انجمن فمینیست‌ها با شورای شهر بوداپست همکاری نزدیک داشت تا یک دفتر کمک زنان و مراکز مراقبت روزانه ایجاد کند. آنها همچنین مجله‌ای در مورد مسائل زنان منتشر کردند که به افزایش آگاهی عمومی در مورد نگرانی‌های زنان کمک کرد. سایر گروه‌های فعال در اوایل قرن بیستم شامل اعضای زن سوسیال دموکرات و فدراسیون ملی زنان کارگر روحانی بودند که به دنبال بهبود حقوق زنان بودند.

## میانهٔ جنگ‌ها
پس از جنگ جهانی اول، مجارستان مستقل شروع به تعریف خود در یک «چارچوب ملی» کرد و جنبش زنان به‌طور مؤثر در این چارچوب جدید قرار گرفت.
به دنبال تصاحب کوتاه کمونیست قدرت توسط بلا کان در سال ۱۹۱۹، گروه‌های فمینیستی و سایر سازمان‌هایی که انقلابی تلقی می‌شدند، کوچکتر، مخفیانه و کمتر نفوذ کردند. با قرار گرفتن در شرایط مشابه، برخی از فمینیست‌ها، کمونیست‌ها و دیگر رادیکال‌ها روابط کاری را ایجاد کردند. زنان مجارستانی حق رای نسبی و حق خدمت در پارلمان را به دست آوردند، در حالی که ظهور یک سیستم حکومتی حزبی به زنان راهی جدید و پذیرفته شده اجتماعی برای به رسمیت شناختن و مشارکت داد. زنان به ویژه در حزب وحدت ملی و اردوگاه زنان مسیحی فعال بودند. با گسترش فرصت‌های سیاسی، زنان مجارستانی به‌طور همزمان در نقشی کاملاً سنتی به عنوان مادر و مراقب فرزندان کشور مورد توجه و حمایت قرار گرفتند. از سال ۱۹۴۱، گروه‌های زنان بیشتر به دلیل رویدادهای سیاسی منتهی به جنگ جهانی دوم شروع به واگرایی کردند.

## حق رای و سیاست
زنان در سال ۱۹۱۸ به حق رای محدودی دست یافتند (برای اولین بار در سال ۱۹۲۲ رای دادند). و حق رای کامل در سال ۱۹۴۵ به انان داده شد، اما مانند سایر دولت‌های کمونیستی، حقوق مدنی مردان و زنان نمادین بود، زیرا این سیستم یک سیستم استبدادی بود. در دوران کمونیستی، زنان عضو پارلمان بودند (آنها در سال ۱۹۴۹ ۱۸ درصد و در سال ۱۹۸۰ ۳۰ درصد از اعضا را تشکیل می‌دادند)، اما این صرفاً برای نمای ظاهری بود، زیرا آنها در عمل قدرت کمی داشتند و بازیگران اصلی تصمیم می‌گرفتند و سیاست‌ها را تعیین کنند. مجارستان اولین انتخابات آزاد خود را پس از سقوط کمونیسم برگزار کرد و در سال ۱۹۹۰ تنها درصد از اعضای منتخب زن بودند. تا سال ۲۰۱۸، زنان ۱۲٫۶ درصد از مجلس را تشکیل می‌دادند.